# Crocidophora fuscalis
Crocidophora fuscalis là một loài bướm đêm trong họ Crambidae.